# Гавриш, Иван Степанович
Иван Степанович Гавриш (26 октября 1901 (по другим данным 1904), Новоминская — 5 февраля 1985, Каневская) — бандурист, педагог, активный деятель казачьего возрождения на Кубани.

## Биография
Родился в станице Новоминской Ейского отдела Кубанской области. Украинец. Был учеником бандуриста Микиты Вараввы (дед писателя Ивана Вараввы). Играл на диатонических бандурах кубанских мастеров Тихона Строкуна и Дмитра Крикуна. Владел большим кобзарским репертуаром. В 1933 году, в период сворачивания политики украинизации был арестован и осуждён на 5 лет по обвинению в буржуазном национализме. Наказание отбывал в частности на строительстве Беломорканала. Эмигрировал в Италию, где выступал с концертами. После возвращения в СССР в начале 1950-х годов был арестован и осуждён на 10 лет. В 1957 году был полностью реабилитирован решением Краснодарского краевого суда.
Умер в 1985 г. Со смертью двух последних известных кубанских кобзарей Ивана Гавриша и Семёна Лазаренко прекратилась давняя кубанская кобзарская традиция. В конце 70-х годов XX века, хотя и началось второе возрождение бандуры на Кубани, однако это уже было не индивидуальное, традиционно-историческое, а коллективное исполнение, преимущественно в школах.
Бандура И. С. Гавриша работы кубанского мастера Д. Р. Крикуна находится в экспозиции Музея кобзарства Крыма и Кубани им. О. Ф. Нирки. Музею её подарила жена Гавриша В. С. Гринь.